# Правильні багатовимірні многогранники
Правильний n-вимірний многогранник — многогранники n-вимірного евклідового простору, які є найбільш симетричними в деякому сенсі.
Правильні тривимірні многогранники називаються також платоновими тілами.

## Визначення
Прапором n-вимірного многогранника {\displaystyle P} називається набір його граней {\displaystyle F=(F_{0},F_{1},\dots ,F_{n-1})}, де {\displaystyle F_{i}} є {\displaystyle i}-вимірна грань многогранника Р, причому {\displaystyle F_{i}\subseteq F_{n-1}} для {\displaystyle i=1,2,\dots ,n-1}.
Правильний n-вимірний многогранник — це опуклий n-вимірний многогранник {\displaystyle P}, у якого для будь-яких двох його прапорів {\displaystyle F} і {\displaystyle F'} знайдеться рух {\displaystyle P}, який переводить {\displaystyle F} в {\displaystyle F'}.

## Класифікація

### В розмірностіn= 4
Існує 6 правильних чотиривимірних многогранників (багатокомірників):
| Назва        | Зображення (діаграма Шлегеля) | Символ Шлефлі | Комірка             | Число комірок | Число граней | Число ребер | Число вершин |
| ------------ | ----------------------------- | ------------- | ------------------- | ------------- | ------------ | ----------- | ------------ |
| 5-комірник   |                               | {3,3,3}       | правильний тетраедр | 5             | 10           | 10          | 5            |
| Тесеракт     |                               | {4,3,3}       | куб                 | 8             | 24           | 32          | 16           |
| 16-комірник  |                               | {3,3,4}       | правильний тетраедр | 16            | 32           | 24          | 8            |
| 24-комірник  |                               | {3,4,3}       | октаедр             | 24            | 96           | 96          | 24           |
| 120-комірник |                               | {5,3,3}       | додекаедр           | 120           | 720          | 1200        | 600          |
| 600-комірник |                               | {3,3,5}       | правильний тетраедр | 600           | 1200         | 720         | 120          |

### В розмірностіn≥ 5
У кожній з більш високих розмірностей існує по 3 правильних многогранники (політопи):
| Назва                          | Символ Шлефлі |
| ------------------------------ | ------------- |
| n-вимірний правильний симплекс | {3;3;...;3;3} |
| n-вимірний гіперкуб            | {4;3;...;3;3} |
| n-вимірний гіпероктаедр        | {3;3;...;3;4} |

## Геометричні властивості

### Кути
Двогранний кут між (n-1)-вимірними суміжними гранями правильного n-вимірного многогранника, заданого своїм символом Шлефлі {\displaystyle \{p_{1},p_{2},p_{3},\dots ,p_{N-3},p_{N-2},p_{N-1}\}}, визначається за формулою
{\displaystyle \sin ^{2}\beta ={\frac {\cos ^{2}{\frac {\pi }{p_{n-1}}}}{1-{\frac {\cos ^{2}{\frac {\pi }{p_{n-2}}}}{1-{\frac {\cos ^{2}{\frac {\pi }{p_{n-3}}}}{\frac {\ddots }{1-{\frac {\cos ^{2}{\frac {\pi }{p_{3}}}}{1-{\frac {\cos ^{2}{\frac {\pi }{p_{2}}}}{1-\cos ^{2}{\frac {\pi }{p_{1}}}}}}}}}}}}}}}
де {\displaystyle \beta } — половина кута між (n-1)-вимірними суміжними гранями правильного n-вимірного многогранника.

### Радіуси, об'єми
Радіус вписаної N-вимірної сфери:
{\displaystyle r_{N}=r_{N-1}\operatorname {tg} {\beta },}
де {\displaystyle r_{N-1}} — радіус вписаної (N-1)-вимірної сфери межі.
Об'єм N-вимірного многогранника:
{\displaystyle V_{N}={\frac {1}{N}}V_{N-1}A_{N-1}r_{N},}
де {\displaystyle V_{N-1}} — об'єм (N-1)-вимірної межі, {\displaystyle A_{N-1}} — кількість (N-1)-вимірних граней.

### Замощення

#### В розмірностіn= 4
- Тесерактовий стільник[en]
- Шістнадцятикомірниковий стільник[en]
- Двадцятичотирьохкомірниковий стільник[en]

#### В розмірностіn≥ 5
- Гіперкубічний стільник[en]